# Nicola I Mistico
Nicola, più noto come  Nicola I Mistico; in greco Νικόλαος Α΄ Μυστικός? (Italia, 852 – Costantinopoli, 15 maggio 925), è stato un arcivescovo, teologo e politico bizantino, patriarca di Costantinopoli dal 901 al 907 e poi dal 912 al 925.

## Biografia
Nicola era nato nella penisola italiana. Non è noto nulla della sua vita e dei suoi studi; l'esame dei suoi scritti ne testimonia la grande cultura. Nicola era amico del patriarca Fozio. Cadde anch'egli in disgrazia dopo il licenziamento di Fozio da parte dell'imperatore bizantino Leone VI il Saggio nell'886 e si ritirò in convento. Fu lo stesso Leone VI a richiamarlo dal convento e nominarlo "Μυστικός" (mystikòs), cioè segretario dell'imperatore. Il 1º marzo 901, Nicola fu nominato patriarca di Costantinopoli.
Nicola cadde tuttavia nuovamente in disgrazia con l'imperatore per essersi rifiutato di celebrarne il matrimonio con Zoe Carbonopsina. Zoe ebbe un figlio maschio, il futuro Costantino VII Porfirogenito, da Leone VI (2 settembre 905). L'imperatore, che era diventato vedovo per la terza volta nel 901 ed era privo di eredi maschi, decise di sposarla per poter legittimare il futuro erede al trono. Tuttavia le leggi bizantine vietavano i quarti matrimoni, e pertanto Nicola rifiutò di celebrare le nozze. Leone promise di rinunciare alle nozze se il bambino fosse stato battezzato: il bambino venne battezzato il 6 gennaio 906 col nome di Costantino, ma Leone, contravvenendo ai patti, il 9 gennaio sposò ugualmente Zoe grazie a un sacerdote compiacente. Nicola rispose vietando all'imperatore l'ingresso nella Basilica Hagia Sophia; è possibile tuttavia che Nicola sia stato coinvolto nella rivolta di Andronico Ducas. Leone, non accettando il divieto, chiede l'intervento del papa Sergio III, il quale rispose che il divieto dei matrimoni plurimi era arbitrario. Nicola fu deposto dall'imperatore dalla carica di patriarca il 1º febbraio 907 e sostituito con Eutimio il Sincello. Esiliato al proprio convento, Nicola considerò ingiuste la deposizione e l'intervento del pontefice romano. La deposizione di Nicola diede origine a uno scisma all'interno della Chiesa cristiana detto "Scisma della tetragamia", ossia "scisma delle quattro nozze".
Nicola fu insediato nuovamente al patriarcato dopo la morte di Leone (11 maggio 912) e l'ascesa al trono di Alessandro, fratello di Leone VI. Alla nuova nomina seguì una lotta prolungata coi sostenitori di Nicola con i sostenitori di Eutimio che ebbe termine solo nel 920, quando il nuovo imperatore Romano I Lecapeno promulgò il cosiddetto "Tomos Unionis", un codice che vietava nuovamente le quarte nozze. Nel frattempo Alessandro era morto (913) dopo avere provocato una guerra con la Bulgaria, e al trono di Bisanzio era salito Costantino VII Porfirogenito, all'epoca minorenne. Nicola Mistico divenne il principale consigliere della reggenza del giovane imperatore, e come tale dovette affrontare le pretese di Simeone I di Bulgaria su Costantinopoli. Nicola negoziò una soluzione pacifica: incoronò Simeone imperatore dei Bulgari in una cerimonia che si svolse lontano da Costantinopoli, e organizzò un matrimonio fra la figlia di Simeone e Costantino VII.
Le concessioni a Simeone di Bulgaria erano impopolari a Costantinopoli e minarono la posizione di Nicola; nel marzo 914 Zoe Carbonopsina destituì Nicola sostituendolo alla reggenza. Zoe revocò inoltre l'accordo raggiunto da Nicola con Simeone, spingendo per la riaccensione delle ostilità con la Bulgaria. Ma il suo principale sostenitore Leone Foca venne sconfitto pesantemente il 20 agosto 917 nei pressi di Anchialo: la battaglia vide la vittoria dei Bulgari, guidati da Simeone I e la morte di molti comandanti bizantini. In difficoltà per questi fallimenti, Zoe e i suoi sostenitori furono soppiantati nel 919 dall'ammiraglio Romano I Lecapeno che impose il matrimonio della figlia Elena a Costantino VII e finalmente salì al trono imperiale nel 920. Il Patriarca Nicola venne ad essere uno dei più forti sostenitori del nuovo imperatore e riprese le negoziazioni con i Bulgari che condusse fino alla morte (925).
Oltre alle sue numerose lettere, indirizzate ai vari dignitari e ai governanti stranieri (incluso Simeone di Bulgaria), Nicola Mistico scrisse un'omelia sul sacco di Tessalonica perpetrato dagli arabi nel 904. Era un pensatore critico che si spinse a mettere in dubbio perfino l'autorità delle citazioni del Vecchio Testamento e la concezione che un comando dell'imperatore fosse una legge non scritta.